# Miroslav Vjetrović
Miroslav Vjetrović (* 21. Juli 1956 in Belgrad) ist ein ehemaliger jugoslawischer Fußballprofi.

## Laufbahn
Für die Saison 1984/85 holte Hannover 96 den Abwehrspieler Vjetrović vom FK Obilić aus Jugoslawien. Überraschend gelang den Hannoveranern, die als Außenseiter in die Saison gegangen waren und zum Teil mit der eigenen A-Jugend agieren mussten, der Aufstieg in die 1. Bundesliga. Vjetrović konnte sich zunächst einen Stammplatz erkämpfen, war im Jahr darauf aber nur noch Ergänzungsspieler. Sein Vertrag lief aus und wurde nicht verlängert. Er kehrte nach Jugoslawien zurück und beendete dort seine aktive Laufbahn.
Vjetrović arbeitet heute als Sportredakteur beim serbischen Fernsehen.

### Erfolge
- 1985 Aufstieg mit Hannover 96 in die 1. Bundesliga